# John Thoday
John Marion Thoday (* 30. August 1916 in Chinley, Derbyshire; † 25. August 2008) war ein britischer Genetiker.

## Biografie
John Thoday war der Sohn des Botanikers David Thoday. Er studierte zuerst an der Universität von Wales in Bangor, wo auch sein Vater lehrte. Nachdem er eine Sommerschule des John Innes Institute besuchte, wo er unter anderem Cyril Dean Darlington hörte, wandte er sich der Genetik zu und begann bei David Catcheside an der Universität Cambridge an seiner Promotion zu arbeiten. Thema war der Einfluss von Strahlung (Röntgenstrahlen, Neutronen) auf die Mitose bei Pollenkörnern. Das wurde unterbrochen vom Zweiten Weltkrieg, den er in der Luftbildauswertung im Nahen Osten und Nordafrika verbrachte. Nach dem Krieg war er zunächst Zytologe am Mount Vernon Hospital in London, wo er sich weiter mit Strahlenschäden an Chromosomen befasste (unter anderem auch der Rolle von Sauerstoff als Verstärker von Strahlenschäden). Bald darauf wandte er sich dem Studium der Variation im Rahmen natürlicher Auslese mit Experimenten an Drosophila zu. 1947 wurde er Assistant Lecturer an der Universität Sheffield und 1954 Senior Lecturer (eine Berufung nach Oxford schlug er aus, da ihm die Nähe zu Darlington nicht behagte, von dessen Ansichten in der Evolutionstheorie er sich schon distanziert hatte). Man schuf in Sheffield auch eine Abteilung Genetik für ihn, ohne ihn besser mit Mitteln und Räumen auszustatten. 1959 wurde er Arthur Balfour Professor für Genetik in Cambridge auf dem Lehrstuhl von Ronald Fisher, nachdem E. B. Ford und Guido Pontecorvo abgelehnt hatten, da kein Labor und keine großen Mittel zur Verfügung standen. Bei Thoday sah man ein, dass das Fach in der Vergangenheit in Cambridge vernachlässigt worden war und unterstützte ihn im Aufbau einer international konkurrenzfähigen Genetik-Abteilung. Zu den frühen Wissenschaftlern in den 1950er Jahren gehörten Walter Bodmer und Luigi Cavalli-Sforza. Er setzte sich für eine zentralere Rolle der Genetik in ihrer gesamten Breite im Curriculum ein, stellte auch entsprechend Wissenschaftler ein, die das gesamte Spektrum der Genetik repräsentierten (Bakterien, Pflanzen, Evolutionsbiologie, Populationsgenetik u. a.), und konnte 1977 erreichen, dass das Institut aus der Peripherie wieder zentraler in Cambridge angesiedelt wurde. 1983 wurde Thoday emeritiert.
Er war Fellow der Royal Society. 1975 bis 1978 war er Präsident der Genetics Society.

## Werk
Thoday war vor allem daran interessiert, Fragen zu bearbeiten, die andere übersehen hatten, und Dogmen in Frage zu stellen. So untersuchte er genetische Variation mit Drosophila als Modell und identifizierte einzelne Gene, die an komplexen, kontinuierlichen Eigenschaften (Quantitative Genetik) beteiligt waren, was damals noch als unmöglich galt, da man meinte, dass sehr viele Gene mit kleinen, austauschbaren Beiträgen beteiligt waren. Thoday fand mit seinen Schülern besonders wichtige von ihm so genannte Polygene (genetische Loci, später Quantitative Trait Locus genannt), die an der Entwicklung der Sensorhaare von Drosophila beteiligt waren. Die Länge war zwar nach wie vor von hunderten Genen beeinflusst, bei schärfer definierten Eigenschaften wie die Anzahl der Haare auf dem Thorax konnten aber zentrale Gene identifiziert werden, die einen größeren Einfluss hatten.
Beginnend mit einer einflussreichen Arbeit von 1953 untersuchte er die genetischen Grundlagen von Fitness von Individuen in der Evolution. Darunter auch das damals umstrittene Phänomen der Disruptiven Selektion, in der Außenseiter auf einmal einen Fitness-Vorteil erlangen und die Hauptpopulation zurückdrängen. Damals war die gängige Ansicht, dass Selektion mit mehreren Eigenschaften (Herausbildung von Polymorphismus als Vorstufe der Artenbildung) vornehmlich durch geographische Isolierung erfolgte. Thoday ersann weitere Möglichkeiten, z. B. Verschiebung der Blütezeit der Pflanzen in Abhängigkeit von den Gewohnheiten eines bestäubenden Insekts oder Anpassung an dessen bevorzugter Umgebung wie sonnige oder schattige Plätze. Thoday wies dies in Drosophila Experimenten nach, das Phänomen disruptiver Selektion blieb aber zunächst umstritten.
Thoday veröffentlichte auch zur Debatte um Eugenik und weiteren Anwendungen der Genetik in der Gesellschaft (IQ-Debatte u. a.) und zur Pädagogik der Genetik. Seine anfängliche Forschung war zu Strahlenschäden an Chromosomen (siehe oben).

## Schriften (Auswahl)
Außer die in den Fußnoten erwähnten Arbeiten.
- Effects of disruptive selection: the experimental production of a polymorphic population, Nature, Band 181, 1958, S. 1124–1125
- Effects of disruptive selection, 1 bis 11, Heredity, Band 13, 1959, S. 187–203, 205–218, Band 14, 1960, S. 35–49, Band 16, 1961, S. 199–217 (mit E. Millicent, Teil 4), S. 219–223 (mit T. B. Boam), Band 17, 1962, S. 1–26 (mit J. B. Gibson, Teil 6), Band 18, 1963, S. 413–431 (mit D. R. Wolstenholme, Teil 7), S. 513–524 (mit J. B. Gibson, Teil 8), Band 19, 1964, S. 125–130 (mit J. B. Gibson, Teil 9), Band 30, 1973, S. 27–32 (mit J. B. Gibson, Teil 10), Band 57, 1986, S. 407–413  (mit C. G. N. Mascie-Taylor, J. B. Gibson, Teil 11)
- Location of polygenes, Nature, Band 191, 1961, S. 368–370
- Regular responses to selection, Teil 2 (mit J. B. Gibson, S. G. Spickett), Genet. Res., Band 5, 1964, S. 1–19, Teil 3 (mit S. G. Spickett), Band 7, 1966, S. 96–121
- mit J. B. Gibson: Balanced combination of polygenes, Nature, Band 201, 1964, S. 736–737
- Limitations to genetic comparison of populations,  J. Biosocial Sci., Suppl. 1, 1969, S. 3–14
- mit J. B. Gibson: Environmental and genetic contributions to class difference: a model experiment, Science, Band 167, 1970, S. 990–992.
- Disruptive selection, Proc. Roy. Soc. B, Band 182, 1972, S. 109–143
- mit J. N. Thompson: Quantitative genetic variation, Academic Press 1979
- mit J. N. Thompson, M. Jeung:  Environment-influenced expression of polygene mutations isolated from a natural population of Drosophila melanogaster,  Genetica, Band 102/103, 1998, S. 217–228.